# Sceloenopla ambarensis
Sceloenopla ambarensis is een keversoort uit de familie bladkevers (Chrysomelidae). De wetenschappelijke naam van de soort werd in 1996 gepubliceerd door Santiago-Blay.